# Carlo Maria Viganò
Carlo Maria Viganò (ur. 16 stycznia 1941 w Varese) – włoski duchowny rzymskokatolicki, arcybiskup, ekskomunikowany „latae sententiae” w 2024 roku.

## Życiorys
W latach 1962–1963 studiował filozofię, a następnie w latach 1965–1969 teologię na Papieskim Uniwersytecie Gregoriańskim w Rzymie. Rezydował wówczas w Almo Collegio Capranica. Święcenia kapłańskie otrzymał 24 marca 1968. Następnie kontynuował studia uzyskując doktorat utriusque iuris (obojga praw kanonicznego i cywilnego). Jednocześnie w 1973 ukończył przygotowanie do służby dyplomatycznej na Papieskiej Akademii Kościelnej w Rzymie.
Rozpoczął służbę w nuncjaturach w Iraku, następnie w Wielkiej Brytanii. W latach 1978–1989 pracował w Sekretariacie Stanu w Watykanie. 3 kwietnia 1989 Viganò został mianowany przez Jana Pawła II obserwatorem Watykanu przy Radzie Europy w Strasburgu. 3 kwietnia 1992 został mianowany arcybiskupem tytularnym Ulpiana i nuncjuszem apostolskim w Nigerii. 26 kwietnia 1992 otrzymał sakrę biskupią na Watykanie z rąk Jana Pawła II. Współkonsekratorami byli: kard. Franciszek Macharski i kard. Angelo Sodano. Od 4 kwietnia 1998 był delegatem ds. nuncjatur przy Stolicy Apostolskiej. Od 16 lipca 2009 był sekretarzem Gubernatoratu Państwa Watykańskiego. 19 października 2011 mianowany nuncjuszem apostolskim w Stanach Zjednoczonych (funkcję sprawował do 2016).
22 sierpnia 2018, po ujawnieniu kolejnego skandalu seksualnego związanego z czynami nierządnymi względem nieletnich w strukturze Kościoła katolickiego w USA, zaapelował do papieża Franciszka oraz kilku kardynałów i biskupów, aby ustąpili z pełnionych urzędów w związku z ukrywaniem skłonności homoseksualnych oraz molestowaniem dzieci przez arcybiskupa archidiecezji Waszyngtonu Theodore’a McCarricka.
5 lipca 2024 roku Stolica Apostolska potwierdziła jego ekskomunikę za publiczne podważanie autorytetu papieża Franciszka oraz Soboru Watykańskiego II.